# زنبق تركي
الزنبق التركي (باللاتينية: Lilium monadelphum) نوع نباتي ينتمي إلى جنس الزنبق من الفصيلة الزنبقية. موطنه شبه جزيرة القرم وشمال وجنوب القوقاز.